# Seznam zápasů belgické fotbalové reprezentace na Mistrovství Evropy
Belgická fotbalová reprezentace byla celkem 7x na mistrovstvích Evropy ve fotbale a to v letech 1972, 1980, 1984, 2000, 2016, 2021, 2024.
- Aktualizace po ME 2024 – Počet utkání – 26 – Vítězství – 12x – Remízy – 3x – Prohry – 11x

| Číslo | Soupeř      | Výsledek | ME      | Fáze turnaje       | Góly Belgie                                                       |
| ----- | ----------- | -------- | ------- | ------------------ | ----------------------------------------------------------------- |
| 1.    | SRN         | 1 – 2    | ME 1972 | semifinále         | Odilon Polleunis                                                  |
| 2.    | USA         | 2 – 1    | ME 1972 | O 3. místo         | Raoul Lambert, Paul Van Himst                                     |
| 3.    | Anglie      | 1 – 1    | ME 1980 | základní skupina B | Jan Ceulemans                                                     |
| 4.    | Španělsko   | 2 – 1    | ME 1980 | základní skupina B | Eric Gerets, Julien Cools                                         |
| 5.    | Itálie      | 0 – 0    | ME 1980 | základní skupina B | Ne                                                                |
| 6.    | SRN         | 1 – 2    | ME 1980 | finále             | René Vandereycken (penalta)                                       |
| 7.    | Jugoslávie  | 2 – 0    | ME 1984 | základní skupina A | Erwin Vandenbergh, Georges Grün                                   |
| 8.    | Francie     | 0 – 5    | ME 1984 | základní skupina A | Ne                                                                |
| 9.    | Dánsko      | 2 – 3    | ME 1984 | základní skupina A | Jan Ceulemans, Franky Vercauteren                                 |
| 10.   | Švédsko     | 2 – 1    | ME 2000 | základní skupina B | Bart Goor, Émile Mpenza                                           |
| 11.   | Itálie      | 0 – 2    | ME 2000 | základní skupina B | Ne                                                                |
| 12.   | Turecko     | 0 – 2    | ME 2000 | základní skupina B | Ne                                                                |
| 13.   | Itálie      | 0 – 2    | ME 2016 | základní skupina E | Ne                                                                |
| 14.   | Irsko       | 3 – 0    | ME 2016 | základní skupina E | 2x Romelu Lukaku, Axel Witsel                                     |
| 15.   | Švédsko     | 1 – 0    | ME 2016 | základní skupina E | Radja Nainggolan                                                  |
| 16.   | Maďarsko    | 4 – 0    | ME 2016 | osmifinále         | Toby Alderweireld, Michy Batshuayi, Eden Hazard, Yannick Carrasco |
| 17.   | Wales       | 1 – 3    | ME 2016 | čtvrtfinále        | Radja Nainggolan                                                  |
| 18.   | Rusko       | 3 – 0    | ME 2021 | základní skupina B | 2x Romelu Lukaku, Thomas Meunier                                  |
| 19.   | Dánsko      | 2 – 1    | ME 2021 | základní skupina B | Thorgan Hazard, Kevin De Bruyne                                   |
| 20.   | Finsko      | 2 – 1    | ME 2021 | základní skupina B | Lukáš Hradecký (vlastní BEL), Romelu Lukaku                       |
| 21.   | Portugalsko | 1 – 0    | ME 2021 | osmifinále         | Thorgan Hazard                                                    |
| 22.   | Itálie      | 1 – 2    | ME 2021 | čtvrtfinále        | Romelu Lukaku (penalta)                                           |
| 23.   | Slovensko   | 0 – 1    | ME 2024 | základní skupina E | Ne                                                                |
| 24.   | Rumunsko    | 2 – 0    | ME 2024 | základní skupina E | Youri Tielemans, Kevin De Bruyne                                  |
| 25.   | Ukrajina    | 0 – 0    | ME 2024 | základní skupina E | Ne                                                                |
| 26.   | Francie     | 0 – 1    | ME 2024 | osmifinále         | Jan Vertonghen (vlastní branka BEL)                               |